# João Pessoa
João Pessoa är en stad och kommun i nordöstra Brasilien och är huvudstad i delstaten Paraíba. Befolkningen uppgår till cirka 780 000 invånare, med cirka 1,3 miljoner i hela storstadsområdet. Staden grundades av portugiser den 5 augusti 1585 under namnet Filipéia de Nossa Senhora das Neves, och var under olika perioder i både spansk och holländsk besittning under 1600-talet. João Pessoa fick sitt nuvarande namn år 1930.
Ponta do Seixas, en udde och det sydamerikanska fastlandets östligaste punkt, ligger inom kommungränsen. João Pessoa är, tack vare en regnskog belägen mitt i staden på 7 kvadratkilometer, en av de städer med mest grönska i världen.[källa behövs]

## Befolkningsutveckling
| Område          | Areal (km²) | Invånarantal 1 augusti 2000 | Invånarantal 1 augusti 2010 | Invånarantal 1 juli 2014 |
| --------------- | ----------- | --------------------------- | --------------------------- | ------------------------ |
| Storstadsområde | 3 134,78    | 1 019 646                   | 1 198 576                   | 1 282 944                |
| Kommun          | 211,48      | 597 934                     | 723 515                     | 780 738                  |

## Storstadsområde
Storstadsområdet, Região Metropolitana do João Pessoa, bildades officiellt den 30 december 2003 och bestod från början av nio kommuner vilket senare har utökats med ytterligare fyra. Området består av kommunerna Alhandra, Bayeux, Caaporã, Cabedelo, Conde, Cruz do Espírito Santo, João Pessoa, Lucena, Mamanguape, Pedras de Fogo, Pitimbú, Rio Tinto och Santa Rita.
Centrala João Pessoa var år 2000 indelad i 64 stadsdelar, bairros.

Storstadsområdets läge i Paraíba.

## Världens farligaste städer
I CCSP-JP:s (El Consejo Ciudadano para la Seguridad Publica y la Justicia Penal / ”Medborgarrådet för allmänhetens säkerhet och rättvisa”) årliga undersökning över världens farligaste städer kom João Pessoa på fjärde plats när listan för 2014 redovisades den 24 januari 2015 .